# Каюм Насыри
Габделькаюм Габденнасырович Насыров (Каю́м Насыйри́) (тат. Qayum Nasıri, Каюм Насыйри; 2 [14] февраля 1825 — 20 августа 1902) — татарский учёный-этнограф, литератор и просветитель XIX века.

## Краткая биография

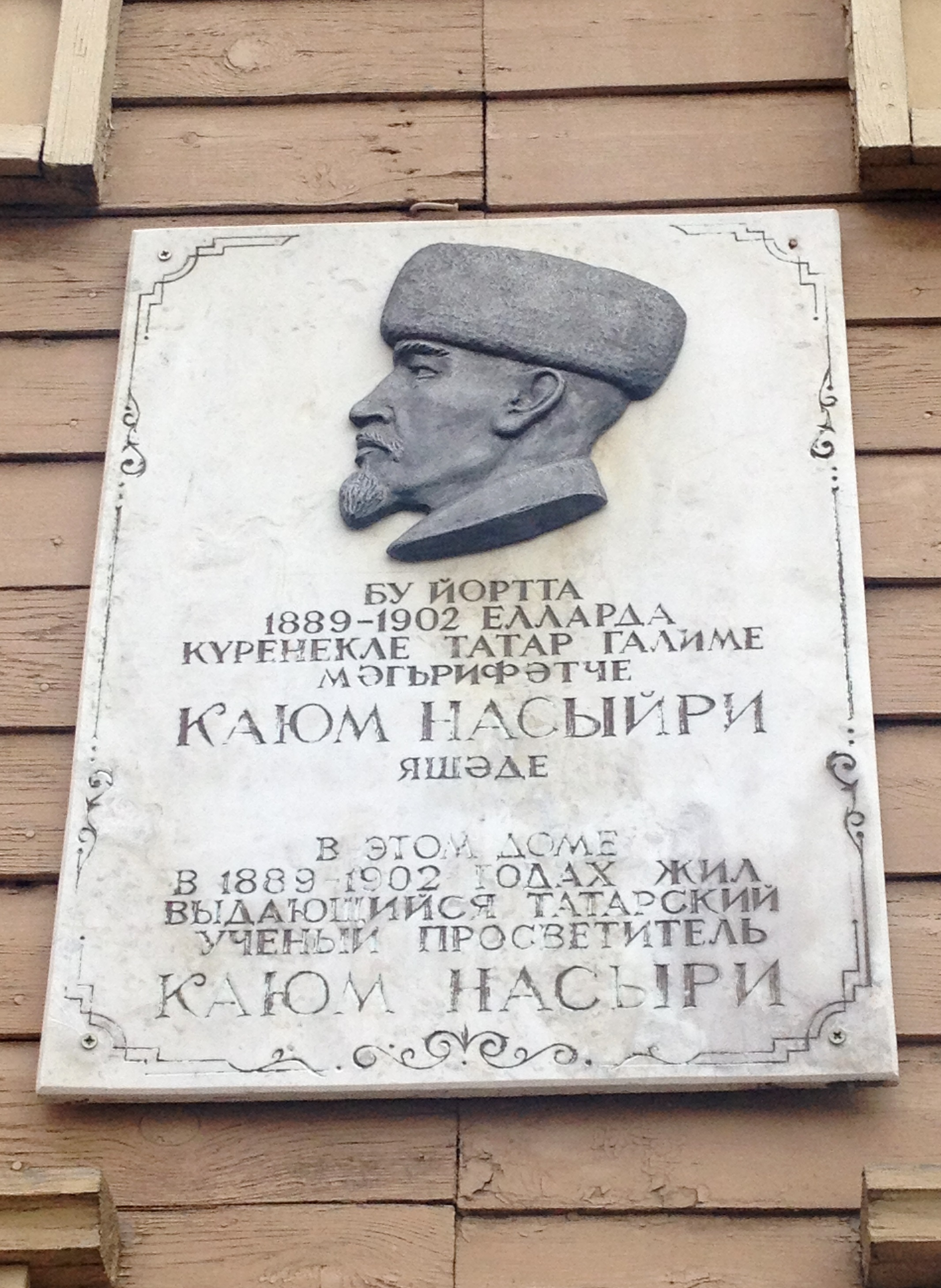
Мемориальная доска на доме, в котором жил Каюм Насыри

Родился 2 (14) февраля 1825 года в деревне Верхние Ширданы Свияжского уезда Казанской губернии (ныне Зеленодольский район Татарстана). Отец и дед его были довольно образованными людьми, несмотря на своё скромное социальное происхождение. В одном из своих исторических трудов он приводит свою родословную до седьмого поколения и описывает занятия своих предков.
Детство Каюма прошло в родной деревне. Первоначальное образование он получил в школе своего отца. В 1841 году 16-летнего Каюма привезли в Казань и отдали в медресе пятого прихода, где он учился до 1855 года.
В медресе он изучал турецкий, арабский и персидский языки. В совершенстве зная родной язык, он втайне начал изучать и русский. Благодаря своему упорству и прилежанию, а также природной любознательности, Каюм Насыри вскоре после начала обучения превзошёл других шакирдов и постепенно выдвинулся в ряды наиболее образованных и эрудированных людей своего времени.
«Каюм Насыри — первый из наших мусульман, которого европейское образование, полученное им в Казанском университете, подняло в умственном отношении на такую высоту, что он мог отнестись к нему объективно» — В. В. Григорьев.
Каюм Насыри внёс большой вклад в развитие татарской публицистики и критики. Изданные им календари, заметки, статьи на общественно-педагогические и литературно-критические темы явились для своего времени значительным событием в идеологической жизни татарского народа. Особое значение в его деятельности имело регулярное издание календарей — своего рода заменителя татарской периодической печати в условиях отсутствия татарской периодики.
Теоретическая и литературно-критическая деятельность К. Насыри была важным этапом в развитии татарской культуры XIX века. Труды Каюма Насыри, хоть и отличавшиеся некоторой отрывочностью и несистематичностью суждений, были подготовительной ступенью возникновения и развития татарской литературной критики в начале XIX столетия, когда возник и начал крепнуть критический реализм в татарской литературе.

## Память

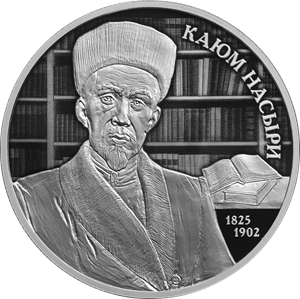
Монета Банка России, 2025 год.

В 2025 году Банком России выпущена памятная серебряная монета, посвященная Каюму Насыри.